# Lepyrodiclis stellarioides
Lepyrodiclis stellarioides là loài thực vật có hoa thuộc họ Cẩm chướng. Loài này được Fisch. & C.A. Mey. mô tả khoa học đầu tiên năm 1841.